# Theotima ruina
Theotima ruina là một loài nhện trong họ Ochyroceratidae. Loài này phân bố ở México.